# Derbi del Black Country
El derbi del Black Country es el nombre que reciben los derbis locales entre los equipos ingleses West Bromwich Albion, Walsall y Wolverhampton Wanderers . Aunque lo más común es que se refiera específicamente a los juegos entre West Bromwich Albion y Wolverhampton Wanderers, debido a que Walsall pasó la mayor parte de su existencia en divisiones inferiores que los otros dos equipos.  Los tres clubes residen en los límites históricos de Staffordshire, pero están separados por 11 millas (18 km) en el Black Country del actual condado de las Midlands Occidentales.
El equipo más exitoso en los derbis del Black Country es el West Bromwich Albion, perdiendo solo tres de los últimos 23 partidos entre los dos equipos.   El Wolves se encuentra actualmente en la Premier League, el West Brom en el EFL Championship luego de su descenso en 2021 y el Walsall actualmente en la EFL League Two luego de su descenso en 2019.

## Historia

### Historia temprana
Los primeros derbis del Black Country se disputaron antes de la formación de la Football League. El primer derbi tuvo lugar el 20 de enero de 1883, cuando Albion ganó 4-2 en la tercera ronda de la Copa Senior de Birmingham.Los dos primeros encuentros "oficiales" de Wolves y Albion se produjeron en la FA Cup en 1886 y 1887,  con Albion registrando victorias en ambas ocasiones y llegando a la final en ambos años. El primero de los partidos de Walsall contra Wolves y contra el Albion fue en esta misma competencia, en 1889 y 1900 respectivamente.  
Dado que West Bromwich Albion y Wolverhampton Wanderers fueron miembros fundadores de la Football League en 1888, el derbi del Black Country entre estos dos equipos es uno de los más antiguos del mundo del fútbol. El partido se disputó en cada una de las primeras 13 temporadas ligueras desde 1888 hasta 1901.  La asistencia a estos primeros partidos fue modesta, pero así fue en gran parte del país a medida que el fútbol crecía gradualmente en popularidad a principios de siglo. En la temporada 1906-07, los partidos comenzaron a atraer regularmente a más de 20.000 espectadores y surgió una rivalidad más intensa.

### Cenit de la posguerra
El derbi Albion - Wolves alcanzó su punto máximo en la década de 1950, cuando ambos equipos lucharon por los honores en la cima del fútbol inglés, ambos en la Primera División desde 1949 a 1965. El Wolves disfrutó del dominio de la liga y la copa durante gran parte de la década de 1950; terminando entre los 3 primeros en nueve ocasiones, ganando el título tres veces y la FA Cup dos veces en este período. Albion también era un equipo fuerte, conocido por su estilo ofensivo, y también desafiaba cerca de la cima de la liga. Ganaron la Copa FA en 1954.
Fue la temporada 1953-54 en la que los equipos terminaron entre los 2 mejores clubes del país por primera y única vez. Los Wolves ganaron el título de liga y terminaron cuatro puntos por delante de los Baggies, a pesar de que Albion encabezó la tabla durante la mayor parte de la temporada. La victoria de la liga de los Wolves, junto con la victoria de la copa de Albion, significó que disputaran el Charity Shield en 1954, la única vez que los dos equipos se enfrentaron en la final de cualquier competición. El juego terminó 4-4 frente a una multitud de 45.035 espectadores en Molineux.
Durante el resto del siglo, ambas partes se encontraron con frecuencia, siendo un período de seis años en la década de 1980 el intervalo más largo sin un encuentro entre los dos rivales del Black Country.  La estadía continua de Walsall en las divisiones inferiores significó que evitaron cualquier reunión de liga con cualquiera de sus vecinos década tras década. Sin embargo, en la década de 1980 se enfrentaron a los Wolves durante una temporada en 1985–86  y a Albion durante una temporada en 1988–89. 
Cuando se formó la Premier League en 1992, tanto Albion como Wolves estaban fuera de la primera división, pero continuaron encontrándose en la "nueva" Primera División durante la década de 1990. La rivalidad siguió siendo intensa y, debido a preocupaciones policiales y partidos televisados, el partido no se ha celebrado a la hora tradicional inglesa de inicio de las 3:00 p.m. de un sábado desde 1996. El vandalismo en los partidos era un gran problema en los años 1960 y las fricciones entre las bases de fans provocan restricciones regulares en los pubs locales los días de partido. 

### Encuentros recientes
Tras el improbable ascenso de Walsall a Primera División en 1999,  la temporada 1999-2000 representó la primera vez que los tres equipos estuvieron en la misma división. Walsall se hizo con el derecho de presumir con un doblete sobre Albion y una victoria a domicilio en Molineux, mientras que Albion y Wolves empataron en ambos partidos de liga. Albion y Walsall estaban en una batalla entre sí para evitar el descenso y, al final, fueron los Saddlers quienes afrontaron la caída, poniendo fin a los derbis a tres bandas del Black Country después de solo una temporada.
Un año más tarde, Walsall obtuvo un regreso inmediato a Primera División  y una vez más los tres equipos ocuparon el mismo nivel en la temporada 2001-02. Esta vez fueron Albion y Wolves quienes estaban en competencia directa en la liga, y ambos equipos buscaban el ascenso. Ambos partidos se jugaron en la primera mitad de la temporada, con un empate 1-1 en Hawthorns  y una victoria de Albion por 1-0 en Molineux.  El 6 de marzo de 2002, después de 38 partidos de la temporada, los Wolves estaban diez puntos por delante de Albion  pero ganaron sólo 9 puntos más en comparación con los 22 de Albion en los últimos ocho partidos  y los Baggies consiguieron el ascenso automático como segundo lugar en el último día de la temporada.  Posteriormente, los Wolves fueron derrotados en los play-offs por Norwich . 
Los Baggies descendieron de la Premier League después de solo una temporada y vieron a los Wolves ocupar su lugar en la máxima categoría.  Para echar aún más sal en las heridas, el Walsall, con un inspirado Paul Merson, los goleó 4-1 en el día inaugural de la temporada 2003-04.  Pero fue Albion quien rió el último, ya que ascendieron una vez más y la etapa de Walsall en el segundo nivel llegó a su fin cuando cayeron a la League One.
Después de una pausa de cinco años sin derbi entre Albion y Wolves, en la temporada 2006-07 los equipos se enfrentaron un récord de cinco veces. Albion ganó el primer encuentro 3-0 en Hawthorns antes de que los Wolves ganaran el partido de vuelta 1-0 en Molineux.  Los clubes también se enfrentaron en la cuarta ronda de la Copa FA, con Albion triunfando 3-0 en Molineux; se produjo un gran disturbio en el centro de la ciudad cuando cientos de fanáticos se enfrentaron.  Al final de la temporada, los clubes terminaron empatados a puntos y se enfrentaron en los play-offs del campeonato .  Albion ganó ambos partidos, lo que los llevó al final 4-2 en el global. Sin embargo, perdieron 1-0 en la final ante el Derby en Wembley . 
En la temporada 2010–11, ambos equipos se enfrentaron por primera vez en la Premier League, siendo el primer derbi en la primera división en 27 años. El primer encuentro en la liga en the Hawthorns terminó 1–1 con Jamie O'Hara dándole a los Wolves la ventaja en el primer tiempo antes de un gol de Carlos Vela en el tiempo de reposición le diera al Albion un punto. En el partido de vuelta en Molineux, Wolves consiguió una victoria por 3–1. Esta victoria fue crucial para que Wolves escapara del descenso.
Los últimos encuentros entre Albion y Wolves fueron en la temporada 2011-12, cuando ambos clubes, nuevamente, compitieron en la máxima categoría. Albion consiguió un doblete de liga sobre sus acérrimos rivales por primera vez desde 1997-98.  Una victoria por 2-0 en The Hawthorns  fue seguida por una demolición por 5-1 de los Wolves en Molineux, donde Peter Odemwingie consiguió un hat-trick.  El técnico de los Wolves, Mick McCarthy, fue despedido al día siguiente y los Wolves descendieron de la Premier League al final de la temporada. 
La caída de los Wolves continuó y se vieron relegados nuevamente la temporada siguiente, encontrándose con Walsall en la League One en 2013-14. Los dos rivales de Black Country se enfrentaron dos veces en la liga y una vez en el Football League Trophy .  El derbi más reciente fue una victoria de los Wolves por 3-0 en el Bescot Stadium el 8 de marzo de 2014 
En la temporada 2020-21, Wolves y Albion, este último, que había ganado el ascenso la temporada anterior, se enfrentaron por primera vez en 9 años. Su primer encuentro en el Molineux, el 16 de enero de 2021, terminó con una victoria de Albion por 3-2, con dos penales de Matheus Pereira y un gol de Semi Ajayi ganando el partido para la Baggies. Albion descendió al final de la temporada.
Desde la temporada 2021-22, los tres clubes están en tres divisiones diferentes, ya que los Wolves compiten en la Premier League, Albion en el EFL Championship y Walsall en la EFL League Two .
En enero de 2024, Wolves y West Brom jugaron frente a fanáticos por primera vez en 12 años y los Wolves ganaron en The Hawthorns por primera vez desde 1996.  Sin embargo, el juego se vio empañado por peleas en el campo local aproximadamente a los 80 minutos de juego. 

## Lista de derbis

### Albion-Wolves
| #   | Temporada | Fecha                    | Competencia           | Estadio       | Local                   | Resultado | Visitante               | Asistencia | C2C |
| --- | --------- | ------------------------ | --------------------- | ------------- | ----------------------- | --------- | ----------------------- | ---------- | --- |
| 1   | 1885–86   | 2 de enero de 1886       | FA Cup                | Stoney Lane   | West Bromwich Albion    | 3–1       | Wolverhampton Wanderers | 5,196      | +1  |
| 2   | 1887–88   | 26 de noviembre de 1887  | FA Cup                | Stoney Lane   | West Bromwich Albion    | 2–0       | Wolverhampton Wanderers | 7,429      | +2  |
| 3   | 1888–89   | 15 de diciembre de 1888  | Division 1            | Dudley Road   | Wolverhampton Wanderers | 2–1       | West Bromwich Albion    | 8,600      | +1  |
| 4   | 1888–89   | 5 de enero de 1889       | Division 1            | Stoney Lane   | West Bromwich Albion    | 1–3       | Wolverhampton Wanderers | 4,000      | 0   |
| 5   | 1889–90   | 19 de octubre de 1889    | Division 1            | Stoney Lane   | West Bromwich Albion    | 1–4       | Wolverhampton Wanderers | 5,550      | +1  |
| 6   | 1889–90   | 28 de diciembre de 1889  | Division 1            | Molineux      | Wolverhampton Wanderers | 1–1       | West Bromwich Albion    | 8,500      | +1  |
| 7   | 1890–91   | 13 de diciembre de 1890  | Division 1            | Stoney Lane   | West Bromwich Albion    | 0–1       | Wolverhampton Wanderers | 4,300      | +2  |
| 8   | 1890–91   | 3 de enero de 1891       | Division 1            | Molineux      | Wolverhampton Wanderers | 4–0       | West Bromwich Albion    | 9,300      | +3  |
| 9   | 1891–92   | 19 de septiembre de 1891 | Division 1            | Stoney Lane   | West Bromwich Albion    | 4–3       | Wolverhampton Wanderers | 10,000     | +2  |
| 10  | 1891–92   | 28 de diciembre de 1891  | Division 1            | Molineux      | Wolverhampton Wanderers | 2–1       | West Bromwich Albion    | 7,200      | +3  |
| 11  | 1892–93   | 17 de septiembre de 1892 | Division 1            | Stoney Lane   | West Bromwich Albion    | 2–1       | Wolverhampton Wanderers | 4,000      | +2  |
| 12  | 1892–93   | 27 de diciembre de 1892  | Division 1            | Molineux      | Wolverhampton Wanderers | 1–1       | West Bromwich Albion    | 8,000      | +2  |
| 13  | 1893–94   | 7 de octubre de 1893     | Division 1            | Stoney Lane   | West Bromwich Albion    | 0–0       | Wolverhampton Wanderers | 10,000     | +2  |
| 14  | 1893–94   | 27 de diciembre de 1893  | Division 1            | Molineux      | Wolverhampton Wanderers | 0–8       | West Bromwich Albion    | 8,000      | +1  |
| 15  | 1894–95   | 8 de septiembre de 1894  | Division 1            | Stoney Lane   | West Bromwich Albion    | 5–1       | Wolverhampton Wanderers | 5,100      | 0   |
| 16  | 1894–95   | 27 de diciembre de 1894  | Division 1            | Molineux      | Wolverhampton Wanderers | 3–1       | West Bromwich Albion    | 6,500      | +1  |
| 17  | 1894–95   | 2 de marzo de 1895       | FA Cup                | Stoney Lane   | West Bromwich Albion    | 1–0       | Wolverhampton Wanderers | 20,977     | 0   |
| 18  | 1895–96   | 30 de noviembre de 1895  | Division 1            | Stoney Lane   | West Bromwich Albion    | 2–1       | Wolverhampton Wanderers | 3,000      | +1  |
| 19  | 1895–96   | 7 de marzo de 1896       | Division 1            | Molineux      | Wolverhampton Wanderers | 1–2       | West Bromwich Albion    | 8,114      | +2  |
| 20  | 1896–97   | 17 de octubre de 1896    | Division 1            | Stoney Lane   | West Bromwich Albion    | 1–0       | Wolverhampton Wanderers | 6,000      | +3  |
| 21  | 1896–97   | 28 de diciembre de 1896  | Division 1            | Molineux      | Wolverhampton Wanderers | 6–1       | West Bromwich Albion    | 11,561     | +2  |
| 22  | 1897–98   | 23 de octubre de 1897    | Division 1            | Stoney Lane   | West Bromwich Albion    | 2–2       | Wolverhampton Wanderers | 11,750     | +2  |
| 23  | 1897–98   | 28 de diciembre de 1897  | Division 1            | Molineux      | Wolverhampton Wanderers | 1–1       | West Bromwich Albion    | 8,100      | +2  |
| 24  | 1898–99   | 15 de octubre de 1898    | Division 1            | Stoney Lane   | West Bromwich Albion    | 1–2       | Wolverhampton Wanderers | 6,457      | +1  |
| 25  | 1898–99   | 27 de diciembre de 1898  | Division 1            | Molineux      | Wolverhampton Wanderers | 5–1       | West Bromwich Albion    | 12,052     | 0   |
| 26  | 1899–1900 | 4 de noviembre de 1899   | Division 1            | Molineux      | Wolverhampton Wanderers | 2–0       | West Bromwich Albion    | 10,089     | +1  |
| 27  | 1899–1900 | 10 de marzo de 1900      | Division 1            | Stoney Lane   | West Bromwich Albion    | 3–2       | Wolverhampton Wanderers | 6,680      | 0   |
| 28  | 1900–01   | 1 de septiembre de 1900  | Division 1            | Molineux      | Wolverhampton Wanderers | 0–0       | West Bromwich Albion    | 12,000     | 0   |
| 29  | 1900–01   | 29 de diciembre de 1900  | Division 1            | The Hawthorns | West Bromwich Albion    | 1–2       | Wolverhampton Wanderers | 18,188     | +1  |
| 30  | 1902–03   | 4 de octubre de 1902     | Division 1            | Molineux      | Wolverhampton Wanderers | 1–2       | West Bromwich Albion    | 14,072     | 0   |
| 31  | 1902–03   | 31 de enero de 1903      | Division 1            | The Hawthorns | West Bromwich Albion    | 2–2       | Wolverhampton Wanderers | 26,081     | 0   |
| 32  | 1903–04   | 7 de diciembre de 1903   | Division 1            | Molineux      | Wolverhampton Wanderers | 1–0       | West Bromwich Albion    | 12,431     | +1  |
| 33  | 1903–04   | 5 de marzo de 1904       | Division 1            | The Hawthorns | West Bromwich Albion    | 1–2       | Wolverhampton Wanderers | 6,338      | +2  |
| 34  | 1906–07   | 29 de septiembre de 1906 | Division 2            | Molineux      | Wolverhampton Wanderers | 0–3       | West Bromwich Albion    | 25,000     | +1  |
| 35  | 1906–07   | 1 de abril de 1907       | Division 2            | The Hawthorns | West Bromwich Albion    | 1–1       | Wolverhampton Wanderers | 28,000     | +1  |
| 36  | 1907–08   | 2 de septiembre de 1907  | Division 2            | Molineux      | Wolverhampton Wanderers | 1–2       | West Bromwich Albion    | 24,000     | 0   |
| 37  | 1907–08   | 5 de octubre de 1907     | Division 2            | The Hawthorns | West Bromwich Albion    | 1–0       | Wolverhampton Wanderers | 30,026     | +1  |
| 38  | 1908–09   | 7 de septiembre de 1908  | Division 2            | The Hawthorns | West Bromwich Albion    | 0–2       | Wolverhampton Wanderers | 30,600     | 0   |
| 39  | 1908–09   | 3 de septiembre de 1908  | Division 2            | Molineux      | Wolverhampton Wanderers | 0–1       | West Bromwich Albion    | 20,000     | +1  |
| 40  | 1909–10   | 16 de octubre de 1909    | Division 2            | Molineux      | Wolverhampton Wanderers | 3–1       | West Bromwich Albion    | 24,000     | 0   |
| 41  | 1909–10   | 25 de diciembre de 1909  | Division 2            | The Hawthorns | West Bromwich Albion    | 0–1       | Wolverhampton Wanderers | 24,899     | +1  |
| 42  | 1910–11   | 12 de noviembre de 1910  | Division 2            | Molineux      | Wolverhampton Wanderers | 2–3       | West Bromwich Albion    | 18,500     | 0   |
| 43  | 1910–11   | 18 de marzo de 1911      | Division 2            | The Hawthorns | West Bromwich Albion    | 2–1       | Wolverhampton Wanderers | 26,303     | +1  |
| 44  | 1923–24   | 23 de febrero de 1924    | FA Cup                | The Hawthorns | West Bromwich Albion    | 1–1       | Wolverhampton Wanderers | 55,849     | +1  |
| 45  | 1923–24   | 27 de febrero de 1924    | FA Cup                | Molineux      | Wolverhampton Wanderers | 0–2       | West Bromwich Albion    | 40,083     | +2  |
| 46  | 1927–28   | 8 de octubre de 1927     | Division 2            | Molineux      | Wolverhampton Wanderers | 4–1       | West Bromwich Albion    | 40,        | +1  |
| 47  | 1927–28   | 18 de febrero de 1928    | Division 2            | The Hawthorns | West Bromwich Albion    | 4–0       | Wolverhampton Wanderers | 37,342     | +2  |
| 48  | 1928–29   | 10 de noviembre de 1928  | Division 2            | The Hawthorns | West Bromwich Albion    | 0–2       | Wolverhampton Wanderers | 24,902     | +1  |
| 49  | 1928–29   | 23 de marzo de 1929      | Division 2            | Molineux      | Wolverhampton Wanderers | 0–1       | West Bromwich Albion    | 24,340     | +2  |
| 50  | 1929–30   | 31 de agosto de 1929     | Division 2            | Molineux      | Wolverhampton Wanderers | 2–4       | West Bromwich Albion    | 25,961     | +3  |
| 51  | 1929–30   | 28 de diciembre de 1929  | Division 2            | The Hawthorns | West Bromwich Albion    | 7–3       | Wolverhampton Wanderers | 20,311     | +4  |
| 52  | 1930–31   | 11 de octubre de 1930    | Division 2            | The Hawthorns | West Bromwich Albion    | 2–1       | Wolverhampton Wanderers | 40,065     | +5  |
| 53  | 1930–31   | 18 de febrero de 1931    | Division 2            | Molineux      | Wolverhampton Wanderers | 1–4       | West Bromwich Albion    | 36,054     | +6  |
| 54  | 1930–31   | 28 de febrero de 1931    | FA Cup                | The Hawthorns | West Bromwich Albion    | 1–1       | Wolverhampton Wanderers | 52,385     | +6  |
| 55  | 1930–31   | 4 de marzo de 1931       | FA Cup                | Molineux      | Wolverhampton Wanderers | 1–2       | West Bromwich Albion    | 46,860     | +7  |
| 56  | 1932–33   | 8 de octubre de 1932     | Division 1            | The Hawthorns | West Bromwich Albion    | 4–1       | Wolverhampton Wanderers | 31,068     | +8  |
| 57  | 1932–33   | 18 de febrero de 1933    | Division 1            | Molineux      | Wolverhampton Wanderers | 3–3       | West Bromwich Albion    | 34,534     | +8  |
| 58  | 1933–34   | 7 de octubre de 1933     | Division 1            | Molineux      | Wolverhampton Wanderers | 0–0       | West Bromwich Albion    | 37,308     | +8  |
| 59  | 1933–34   | 17 de febrero de 1934    | Division 1            | The Hawthorns | West Bromwich Albion    | 2–0       | Wolverhampton Wanderers | 24,892     | +9  |
| 60  | 1934–35   | 13 de octubre de 1934    | Division 1            | Molineux      | Wolverhampton Wanderers | 3–2       | West Bromwich Albion    | 35,386     | +8  |
| 61  | 1934–35   | 23 de febrero de 1935    | Division 1            | The Hawthorns | West Bromwich Albion    | 5–2       | Wolverhampton Wanderers | 31,494     | +9  |
| 62  | 1935–36   | 26 de octubre de 1935    | Division 1            | The Hawthorns | West Bromwich Albion    | 2–1       | Wolverhampton Wanderers | 43,406     | +10 |
| 63  | 1935–36   | 14 de marzo de 1936      | Division 1            | Molineux      | Wolverhampton Wanderers | 2–0       | West Bromwich Albion    | 34,790     | +9  |
| 64  | 1936–37   | 17 de octubre de 1936    | Division 1            | The Hawthorns | West Bromwich Albion    | 2–1       | Wolverhampton Wanderers | 33,962     | +10 |
| 65  | 1936–37   | 14 de abril de 1937      | Division 1            | Molineux      | Wolverhampton Wanderers | 5–2       | West Bromwich Albion    | 28,486     | +9  |
| 66  | 1937–38   | 27 de diciembre de 1937  | Division 1            | The Hawthorns | West Bromwich Albion    | 2–2       | Wolverhampton Wanderers | 55,444     | +9  |
| 67  | 1937–38   | 2 de mayo de 1938        | Division 1            | Molineux      | Wolverhampton Wanderers | 2–1       | West Bromwich Albion    | 43,639     | +8  |
| 68  | 1948–49   | 26 de febrero de 1949    | FA Cup                | Molineux      | Wolverhampton Wanderers | 1–0       | West Bromwich Albion    | 55,684     | +7  |
| 69  | 1949–50   | 15 de octubre de 1949    | Division 1            | Molineux      | Wolverhampton Wanderers | 1–1       | West Bromwich Albion    | 56,661     | +7  |
| 70  | 1949–50   | 4 de marzo de 1950       | Division 1            | The Hawthorns | West Bromwich Albion    | 1–1       | Wolverhampton Wanderers | 60,945     | +7  |
| 71  | 1950–51   | 2 de diciembre de 1950   | Division 1            | Molineux      | Wolverhampton Wanderers | 3–1       | West Bromwich Albion    | 45,087     | +6  |
| 72  | 1950–51   | 21 de abril de 1951      | Division 1            | The Hawthorns | West Bromwich Albion    | 3–2       | Wolverhampton Wanderers | 38,933     | +7  |
| 73  | 1951–52   | 14 de abril de 1952      | Division 1            | The Hawthorns | West Bromwich Albion    | 2–1       | Wolverhampton Wanderers | 36,429     | +8  |
| 74  | 1951–52   | 15 de abril de 1952      | Division 1            | Molineux      | Wolverhampton Wanderers | 1–4       | West Bromwich Albion    | 48,940     | +9  |
| 75  | 1952–53   | 18 de octubre de 1952    | Division 1            | The Hawthorns | West Bromwich Albion    | 1–1       | Wolverhampton Wanderers | 54,480     | +9  |
| 76  | 1952–53   | 7 de marzo de 1953       | Division 1            | Molineux      | Wolverhampton Wanderers | 2–0       | West Bromwich Albion    | 48,375     | +8  |
| 77  | 1953–54   | 14 de noviembre de 1953  | Division 1            | Molineux      | Wolverhampton Wanderers | 1–0       | West Bromwich Albion    | 56,590     | +7  |
| 78  | 1953–54   | 3 de abril de 1954       | Division 1            | The Hawthorns | West Bromwich Albion    | 0–1       | Wolverhampton Wanderers | 58,884     | +6  |
| 79  | 1954–55   | 29 de septiembre de 1954 | Charity Shield        | Molineux      | Wolverhampton Wanderers | 4–4       | West Bromwich Albion    | 45,035     | +6  |
| 80  | 1954–55   | 23 de octubre de 1954    | Division 1            | Molineux      | Wolverhampton Wanderers | 4–0       | West Bromwich Albion    | 55,374     | +5  |
| 81  | 1954–55   | 16 de marzo de 1955      | Division 1            | The Hawthorns | West Bromwich Albion    | 1–0       | Wolverhampton Wanderers | 28,573     | +6  |
| 82  | 1955–56   | 20 de agosto de 1955     | Division 1            | The Hawthorns | West Bromwich Albion    | 1–1       | Wolverhampton Wanderers | 50,306     | +6  |
| 83  | 1955–56   | 17 de diciembre de 1955  | Division 1            | Molineux      | Wolverhampton Wanderers | 3–2       | West Bromwich Albion    | 31,068     | +5  |
| 84  | 1955–56   | 7 de enero de 1956       | FA Cup                | Molineux      | Wolverhampton Wanderers | 1–2       | West Bromwich Albion    | 55,564     | +6  |
| 85  | 1956–57   | 6 de octubre de 1956     | Division 1            | The Hawthorns | West Bromwich Albion    | 1–1       | Wolverhampton Wanderers | 34,379     | +6  |
| 86  | 1956–57   | 15 de abril de 1957      | Division 1            | Molineux      | Wolverhampton Wanderers | 5–2       | West Bromwich Albion    | 27,942     | +5  |
| 87  | 1957–58   | 16 de noviembre de 1957  | Division 1            | Molineux      | Wolverhampton Wanderers | 1–1       | West Bromwich Albion    | 55,618     | +5  |
| 88  | 1957–58   | 29 de marzo de 1958      | Division 1            | The Hawthorns | West Bromwich Albion    | 0–3       | Wolverhampton Wanderers | 56,904     | +4  |
| 89  | 1958–59   | 1 de noviembre de 1958   | Division 1            | The Hawthorns | West Bromwich Albion    | 2–1       | Wolverhampton Wanderers | 55,498     | +5  |
| 90  | 1958–59   | 21 de marzo de 1959      | Division 1            | Molineux      | Wolverhampton Wanderers | 5–2       | West Bromwich Albion    | 44,240     | +4  |
| 91  | 1959–60   | 5 de diciembre de 1959   | Division 1            | The Hawthorns | West Bromwich Albion    | 0–1       | Wolverhampton Wanderers | 48,739     | +3  |
| 92  | 1959–60   | 27 de febrero de 1960    | Division 1            | Molineux      | Wolverhampton Wanderers | 3–1       | West Bromwich Albion    | 49,791     | +2  |
| 93  | 1960–61   | 28 de enero de 1961      | Division 1            | Molineux      | Wolverhampton Wanderers | 4–2       | West Bromwich Albion    | 31,385     | +1  |
| 94  | 1960–61   | 3 de abril de 1961       | Division 1            | The Hawthorns | West Bromwich Albion    | 2–1       | Wolverhampton Wanderers | 34,108     | +2  |
| 95  | 1961–62   | 26 de diciembre de 1961  | Division 1            | The Hawthorns | West Bromwich Albion    | 1–1       | Wolverhampton Wanderers | 24,778     | +2  |
| 96  | 1961–62   | 27 de enero de 1962      | FA Cup                | Molineux      | Wolverhampton Wanderers | 1–2       | West Bromwich Albion    | 46,411     | +3  |
| 97  | 1961–62   | 28 de marzo de 1962      | Division 1            | Molineux      | Wolverhampton Wanderers | 1–5       | West Bromwich Albion    | 20,558     | +4  |
| 98  | 1962–63   | 16 de marzo de 1963      | Division 1            | Molineux      | Wolverhampton Wanderers | 7–0       | West Bromwich Albion    | 22,618     | +3  |
| 99  | 1962–63   | 3 de abril de 1963       | Division 1            | The Hawthorns | West Bromwich Albion    | 2–2       | Wolverhampton Wanderers | 15,517     | +3  |
| 100 | 1963–64   | 2 de octubre de 1963     | Division 1            | Molineux      | Wolverhampton Wanderers | 0–0       | West Bromwich Albion    | 37,338     | +3  |
| 101 | 1963–64   | 29 de febrero de 1964    | Division 1            | The Hawthorns | West Bromwich Albion    | 3–1       | Wolverhampton Wanderers | 19,839     | +4  |
| 102 | 1964–65   | 10 de octubre de 1964    | Division 1            | The Hawthorns | West Bromwich Albion    | 5–1       | Wolverhampton Wanderers | 23,006     | +5  |
| 103 | 1964–65   | 15 de marzo de 1965      | Division 1            | Molineux      | Wolverhampton Wanderers | 3–2       | West Bromwich Albion    | 26,722     | +4  |
| 104 | 1967–68   | 23 de agosto de 1967     | Division 1            | Molineux      | Wolverhampton Wanderers | 3–3       | West Bromwich Albion    | 52,438     | +4  |
| 105 | 1967–68   | 30 de agosto de 1967     | Division 1            | The Hawthorns | West Bromwich Albion    | 4–1       | Wolverhampton Wanderers | 44,573     | +5  |
| 106 | 1968–69   | 21 de septiembre de 1968 | Division 1            | The Hawthorns | West Bromwich Albion    | 0–0       | Wolverhampton Wanderers | 23,006     | +5  |
| 107 | 1968–69   | 12 de abril de 1969      | Division 1            | Molineux      | Wolverhampton Wanderers | 0–1       | West Bromwich Albion    | 26,722     | +6  |
| 108 | 1969–70   | 1 de noviembre de 1969   | Division 1            | Molineux      | Wolverhampton Wanderers | 1–0       | West Bromwich Albion    | 39,832     | +5  |
| 109 | 1969–70   | 28 de febrero de 1970    | Division 1            | The Hawthorns | West Bromwich Albion    | 3–3       | Wolverhampton Wanderers | 37,819     | +5  |
| 110 | 1970–71   | 7 de noviembre de 1970   | Division 1            | Molineux      | Wolverhampton Wanderers | 2–1       | West Bromwich Albion    | 39,300     | +4  |
| 111 | 1970–71   | 20 de marzo de 1971      | Division 1            | The Hawthorns | West Bromwich Albion    | 2–4       | Wolverhampton Wanderers | 36,754     | +3  |
| 112 | 1971–72   | 27 de noviembre de 1971  | Division 1            | The Hawthorns | West Bromwich Albion    | 2–3       | Wolverhampton Wanderers | 37,696     | +2  |
| 113 | 1971–72   | 15 de abril de 1972      | Division 1            | Molineux      | Wolverhampton Wanderers | 0–1       | West Bromwich Albion    | 30,319     | +3  |
| 114 | 1972–73   | 21 de octubre de 1972    | Division 1            | The Hawthorns | West Bromwich Albion    | 1–0       | Wolverhampton Wanderers | 31,121     | +4  |
| 115 | 1972–73   | 20 de marzo de 1973      | Division 1            | Molineux      | Wolverhampton Wanderers | 2–0       | West Bromwich Albion    | 33,520     | +3  |
| 116 | 1977–78   | 17 de septiembre de 1977 | Division 1            | The Hawthorns | West Bromwich Albion    | 2–2       | Wolverhampton Wanderers | 31,359     | +3  |
| 117 | 1977–78   | 14 de marzo de 1978      | Division 1            | Molineux      | Wolverhampton Wanderers | 1–1       | West Bromwich Albion    | 29,757     | +3  |
| 118 | 1978–79   | 16 de diciembre de 1978  | Division 1            | Molineux      | Wolverhampton Wanderers | 0–3       | West Bromwich Albion    | 29,117     | +4  |
| 119 | 1978–79   | 21 de abril de 1979      | Division 1            | The Hawthorns | West Bromwich Albion    | 1–1       | Wolverhampton Wanderers | 32,395     | +4  |
| 120 | 1979–80   | 24 de noviembre de 1979  | Division 1            | Molineux      | Wolverhampton Wanderers | 0–0       | West Bromwich Albion    | 32,564     | +4  |
| 121 | 1979–80   | 19 de abril de 1980      | Division 1            | The Hawthorns | West Bromwich Albion    | 0–0       | Wolverhampton Wanderers | 30,843     | +4  |
| 122 | 1980–81   | 23 de agosto de 1980     | Division 1            | The Hawthorns | West Bromwich Albion    | 1–1       | Wolverhampton Wanderers | 26,324     | +4  |
| 123 | 1980–81   | 31 de enero de 1981      | Division 1            | Molineux      | Wolverhampton Wanderers | 2–0       | West Bromwich Albion    | 29,764     | +3  |
| 124 | 1981–82   | 5 de diciembre de 1981   | Division 1            | The Hawthorns | West Bromwich Albion    | 3–0       | Wolverhampton Wanderers | 23,329     | +4  |
| 125 | 1981–82   | 1 de mayo de 1982        | Division 1            | Molineux      | Wolverhampton Wanderers | 1–2       | West Bromwich Albion    | 19,813     | +5  |
| 126 | 1983–84   | 26 de noviembre de 1983  | Division 1            | The Hawthorns | West Bromwich Albion    | 1–3       | Wolverhampton Wanderers | 18,914     | +4  |
| 127 | 1983–84   | 28 de abril de 1984      | Division 1            | Molineux      | Wolverhampton Wanderers | 0–0       | West Bromwich Albion    | 13,208     | +4  |
| 128 | 1989–90   | 15 de octubre de 1989    | Division 2            | The Hawthorns | West Bromwich Albion    | 1–2       | Wolverhampton Wanderers | 21,316     | +3  |
| 129 | 1989–90   | 20 de marzo de 1990      | Division 2            | Molineux      | Wolverhampton Wanderers | 2–1       | West Bromwich Albion    | 24,475     | +2  |
| 130 | 1990–91   | 29 de diciembre de 1990  | Division 2            | The Hawthorns | West Bromwich Albion    | 1–1       | Wolverhampton Wanderers | 28,310     | +2  |
| 131 | 1990–91   | 6 de abril de 1991       | Division 2            | Molineux      | Wolverhampton Wanderers | 2–2       | West Bromwich Albion    | 22,982     | +2  |
| 132 | 1993–94   | 5 de septiembre de 1993  | Division 1            | The Hawthorns | West Bromwich Albion    | 3–2       | Wolverhampton Wanderers | 26,615     | +3  |
| 133 | 1993–94   | 26 de febrero de 1994    | Division 1            | Molineux      | Wolverhampton Wanderers | 1–2       | West Bromwich Albion    | 28,039     | +4  |
| 134 | 1994–95   | 28 de agosto de 1994     | Division 1            | Molineux      | Wolverhampton Wanderers | 2–0       | West Bromwich Albion    | 27,764     | +3  |
| 135 | 1994–95   | 15 de marzo de 1995      | Division 1            | The Hawthorns | West Bromwich Albion    | 2–0       | Wolverhampton Wanderers | 20,661     | +4  |
| 136 | 1995–96   | 20 de agosto de 1995     | Division 1            | Molineux      | Wolverhampton Wanderers | 1–1       | West Bromwich Albion    | 26,329     | +4  |
| 137 | 1995–96   | 13 de enero de 1996      | Division 1            | The Hawthorns | West Bromwich Albion    | 0–0       | Wolverhampton Wanderers | 21,658     | +4  |
| 138 | 1996–97   | 15 de septiembre de 1996 | Division 1            | The Hawthorns | West Bromwich Albion    | 2–4       | Wolverhampton Wanderers | 21,791     | +3  |
| 139 | 1996–97   | 12 de enero de 1997      | Division 1            | Molineux      | Wolverhampton Wanderers | 2–0       | West Bromwich Albion    | 27,336     | +2  |
| 140 | 1997–98   | 24 de agosto de 1997     | Division 1            | The Hawthorns | West Bromwich Albion    | 1–0       | Wolverhampton Wanderers | 22,511     | +3  |
| 141 | 1997–98   | 31 de enero de 1998      | Division 1            | Molineux      | Wolverhampton Wanderers | 0–1       | West Bromwich Albion    | 28,244     | +4  |
| 142 | 1998–99   | 29 de noviembre de 1998  | Division 1            | The Hawthorns | West Bromwich Albion    | 2–0       | Wolverhampton Wanderers | 22,682     | +5  |
| 143 | 1998–99   | 25 de abril de 1999      | Division 1            | Molineux      | Wolverhampton Wanderers | 1–1       | West Bromwich Albion    | 27,038     | +5  |
| 144 | 1999–2000 | 3 de octubre de 1999     | Division 1            | Molineux      | Wolverhampton Wanderers | 1–1       | West Bromwich Albion    | 25,500     | +5  |
| 145 | 1999–2000 | 31 de octubre de 1999    | Division 1            | The Hawthorns | West Bromwich Albion    | 1–1       | Wolverhampton Wanderers | 21,097     | +5  |
| 146 | 2000–01   | 17 de octubre de 2000    | Division 1            | The Hawthorns | West Bromwich Albion    | 1–0       | Wolverhampton Wanderers | 21,492     | +6  |
| 147 | 2000–01   | 18 de marzo de 2001      | Division 1            | Molineux      | Wolverhampton Wanderers | 3–1       | West Bromwich Albion    | 25,069     | +5  |
| 148 | 2001–02   | 25 de octubre de 2001    | Division 1            | The Hawthorns | West Bromwich Albion    | 1–1       | Wolverhampton Wanderers | 26,143     | +5  |
| 149 | 2001–02   | 2 de diciembre de 2001   | Division 1            | Molineux      | Wolverhampton Wanderers | 0–1       | West Bromwich Albion    | 27,515     | +6  |
| 150 | 2006–07   | 22 de octubre de 2006    | Championship          | The Hawthorns | West Bromwich Albion    | 3–0       | Wolverhampton Wanderers | 26,606     | +7  |
| 151 | 2006–07   | 28 de enero de 2007      | FA Cup                | Molineux      | Wolverhampton Wanderers | 0–3       | West Bromwich Albion    | 28,016     | +8  |
| 152 | 2006–07   | 11 de marzo de 2007      | Championship          | Molineux      | Wolverhampton Wanderers | 1–0       | West Bromwich Albion    | 28,107     | +7  |
| 153 | 2006–07   | 13 de mayo de 2007       | Championship Playoffs | Molineux      | Wolverhampton Wanderers | 2–3       | West Bromwich Albion    | 27,750     | +8  |
| 154 | 2006–07   | 16 de mayo de 2007       | Championship Playoffs | The Hawthorns | West Bromwich Albion    | 1–0       | Wolverhampton Wanderers | 27,415     | +9  |
| 155 | 2007–08   | 25 de noviembre de 2007  | Championship          | The Hawthorns | West Bromwich Albion    | 0–0       | Wolverhampton Wanderers | 27,493     | +9  |
| 156 | 2007–08   | 15 de abril de 2008      | Championship          | Molineux      | Wolverhampton Wanderers | 0–1       | West Bromwich Albion    | 27,883     | +10 |
| 157 | 2010–11   | 20 de febrero de 2011    | Premier League        | The Hawthorns | West Bromwich Albion    | 1–1       | Wolverhampton Wanderers | 26,170     | +10 |
| 158 | 2010–11   | 8 de mayo de 2011        | Premier League        | Molineux      | Wolverhampton Wanderers | 3–1       | West Bromwich Albion    | 28,510     | +9  |
| 159 | 2011–12   | 16 de octubre de 2011    | Premier League        | The Hawthorns | West Bromwich Albion    | 2–0       | Wolverhampton Wanderers | 24,872     | +10 |
| 160 | 2011–12   | 12 de febrero de 2012    | Premier League        | Molineux      | Wolverhampton Wanderers | 1–5       | West Bromwich Albion    | 27,131     | +11 |
| 161 | 2020–21   | 16 de enero de 2021      | Premier League        | Molineux      | Wolverhampton Wanderers | 2–3       | West Bromwich Albion    | 0          | +12 |
| 162 | 2020–21   | 3 de mayo de 2021        | Premier League        | The Hawthorns | West Bromwich Albion    | 1–1       | Wolverhampton Wanderers | 0          | +12 |
| 163 | 2023–24   | 28 de enero de 2024      | FA Cup                | The Hawthorns | West Bromwich Albion    | 0–2       | Wolverhampton Wanderers | 25,013     | +11 |

#### Estadísticas
| Competencia      | Encuentros | Albion | Empates | Wolves |
| ---------------- | ---------- | ------ | ------- | ------ |
| Liga             | 148        | 55     | 41      | 52     |
| Play-offs        | 2          | 2      | 0       | 0      |
| FA Cup           | 12         | 8      | 2       | 2      |
| Community Shield | 1          | 0      | 1       | 0      |
| Total            | 163        | 65     | 44      | 54     |

#### Títulos
| Albion | Competencia      | Wolves |
| ------ | ---------------- | ------ |
| 1      | Primera División | 3      |
| 5      | FA Cup           | 4      |
| 1      | Copa de la Liga  | 2      |
| 2      | Community Shield | 4      |
| 9      | Total            | 13     |

### Walsall–Wolves
| Temporada | Fecha                    | Competencia     | Estadio        | Local                   | Resultado  | Visitante               | Asistencia | C2C |
| --------- | ------------------------ | --------------- | -------------- | ----------------------- | ---------- | ----------------------- | ---------- | --- |
| 1888–89   | 16 de febrero de 1889    | FA Cup          | Dudley Road    | Wolverhampton Wanderers | 6–1        | Walsall Town Swifts     | 4,000      | +1  |
| 1923–24   | 22 de diciembre de 1923  | Division 3N     | Molineux       | Wolverhampton Wanderers | 0–0        | Walsall                 | 16,000     | +1  |
| 1923–24   | 7 de abril de 1924       | Division 3N     | Fellows Park   | Walsall                 | 2–1        | Wolverhampton Wanderers | 12,281     | 0   |
| 1985–86   | 20 de agosto de 1985     | Copa de la Liga | Fellows Park   | Walsall                 | 1–1        | Wolverhampton Wanderers | 11,330     | 0   |
| 1985–86   | 3 de septiembre de 1985  | Copa de la Liga | Molineux       | Wolverhampton Wanderers | 0–1        | Walsall                 | 11,310     | +1  |
| 1985–86   | 19 de octubre de 1985    | Division 3      | Molineux       | Wolverhampton Wanderers | 0–0        | Walsall                 | 7,522      | +1  |
| 1985–86   | 9 de febrero de 1986     | Division 3      | Fellows Park   | Walsall                 | 1–1        | Wolverhampton Wanderers | 10,480     | +1  |
| 1999–2000 | 28 de agosto de 1999     | Division 1      | Molineux       | Wolverhampton Wanderers | 1–2        | Walsall                 | 24,439     | +2  |
| 1999–2000 | 29 de enero de 2000      | Division 1      | Bescot Stadium | Walsall                 | 1–1        | Wolverhampton Wanderers | 9,422      | +2  |
| 2001–02   | 21 de septiembre de 2001 | Division 1      | Bescot Stadium | Walsall                 | 0–3        | Wolverhampton Wanderers | 8,327      | +1  |
| 2001–02   | 26 de febrero de 2002    | Division 1      | Molineux       | Wolverhampton Wanderers | 3–0        | Walsall                 | 27,043     | 0   |
| 2002–03   | 14 de agosto de 2002     | Division 1      | Molineux       | Wolverhampton Wanderers | 3–1        | Walsall                 | 27,904     | +1  |
| 2002–03   | 11 de enero de 2003      | Division 1      | Bescot Stadium | Walsall                 | 0–1        | Wolverhampton Wanderers | 11,037     | +2  |
| 2013–14   | 3 de septiembre de 2013  | EFL Trophy      | Molineux       | Wolverhampton Wanderers | 2–2 (4–2p) | Walsall                 | 13,481     | +2  |
| 2013–14   | 17 de septiembre de 2013 | League One      | Molineux       | Wolverhampton Wanderers | 0–1        | Walsall                 | 22,240     | +1  |
| 2013–14   | 8 de marzo de 2014       | League One      | Bescot Stadium | Walsall                 | 0–3        | Wolverhampton Wanderers | 10,139     | +2  |

#### Estadística
| Competencia     | Encuentros | Walsall | Empates | Wolves |
| --------------- | ---------- | ------- | ------- | ------ |
| Liga            | 12         | 3       | 4       | 5      |
| FA Cup          | 1          | 0       | 0       | 1      |
| Copa de la Liga | 2          | 1       | 1       | 0      |
| Trofeo EFL      | 1          | 0       | 1       | 0      |
| Total           | 16         | 4       | 6       | 6      |

#### Títulos
| Walsall | Competencia      | Wolves |
| ------- | ---------------- | ------ |
| 0       | Primera División | 3      |
| 0       | FA Cup           | 4      |
| 0       | Copa de la Liga  | 2      |
| 0       | Total            | 9      |

### Walsall–Albion
| Temporada | Fecha                    | Competencia     | Estadio        | Local                | Resultado | Visitante            | Asistencia | C2C |
| --------- | ------------------------ | --------------- | -------------- | -------------------- | --------- | -------------------- | ---------- | --- |
| 1899–1900 | 27 de enero de 1900      | FA Cup          | Fellows Park   | Walsall Town Swifts  | 1–1       | West Bromwich Albion | 9,106      | 0   |
| 1899–1900 | 1 de febrero de 1900     | FA Cup          | Stoney Lane    | West Bromwich Albion | 6–1       | Walsall Town Swifts  | 4,892      | +1  |
| 1965–66   | 22 de septiembre de 1965 | Copa de la Liga | The Hawthorns  | West Bromwich Albion | 3–1       | Walsall              | 41,188     | +2  |
| 1987–88   | 19 de agosto de 1987     | Copa de la Liga | The Hawthorns  | West Bromwich Albion | 2–3       | Walsall              | 9,605      | +1  |
| 1987–88   | 25 de agosto de 1987     | Copa de la Liga | Fellows Park   | Walsall              | 0–0       | West Bromwich Albion | 8,965      | +1  |
| 1988–89   | 17 de septiembre de 1988 | Division 2      | The Hawthorns  | West Bromwich Albion | 0–0       | Walsall              | 13,977     | +1  |
| 1988–89   | 1 de abril de 1989       | Division 2      | Fellows Park   | Walsall              | 0–0       | West Bromwich Albion | 9,520      | +1  |
| 1992–93   | 4 de enero de 1993       | EFL Trophy      | The Hawthorns  | West Bromwich Albion | 4–0       | Walsall              | 6,702      | +2  |
| 1999–2000 | 16 de octubre de 1999    | Division 1      | The Hawthorns  | West Bromwich Albion | 0–1       | Walsall              | 19,562     | +1  |
| 1999–2000 | 22 de abril de 2000      | Division 1      | Bescot Stadium | Walsall              | 2–1       | West Bromwich Albion | 9,161      | 0   |
| 2001–02   | 11 de agosto de 2001     | Division 1      | Bescot Stadium | Walsall              | 2–1       | West Bromwich Albion | 9,181      | +1  |
| 2001–02   | 20 de enero de 2002      | Division 1      | The Hawthorns  | West Bromwich Albion | 1–0       | Walsall              | 20,290     | 0   |
| 2003–04   | 9 de agosto de 2003      | Division 1      | Bescot Stadium | Walsall              | 4–1       | West Bromwich Albion | 11,030     | +1  |
| 2003–04   | 9 de enero de 2004       | Division 1      | The Hawthorns  | West Bromwich Albion | 2–0       | Walsall              | 24,558     | 0   |

#### Estadísticas
| Competencia     | Encuentros | Walsall | Empates | Albion |
| --------------- | ---------- | ------- | ------- | ------ |
| Liga            | 8          | 4       | 2       | 2      |
| FA Cup          | 2          | 0       | 1       | 1      |
| Copa de la Liga | 3          | 1       | 1       | 1      |
| Trofeo EFL      | 2          | 1       | 0       | 1      |
| Total           | 15         | 6       | 4       | 5      |

#### Títulos
| Walsall | Competencia      | Albion |
| ------- | ---------------- | ------ |
| 0       | Primera División | 1      |
| 0       | FA               | 5      |
| 0       | Copa de la Liga  | 1      |
| 0       | Total            | 7      |